# おりものシート

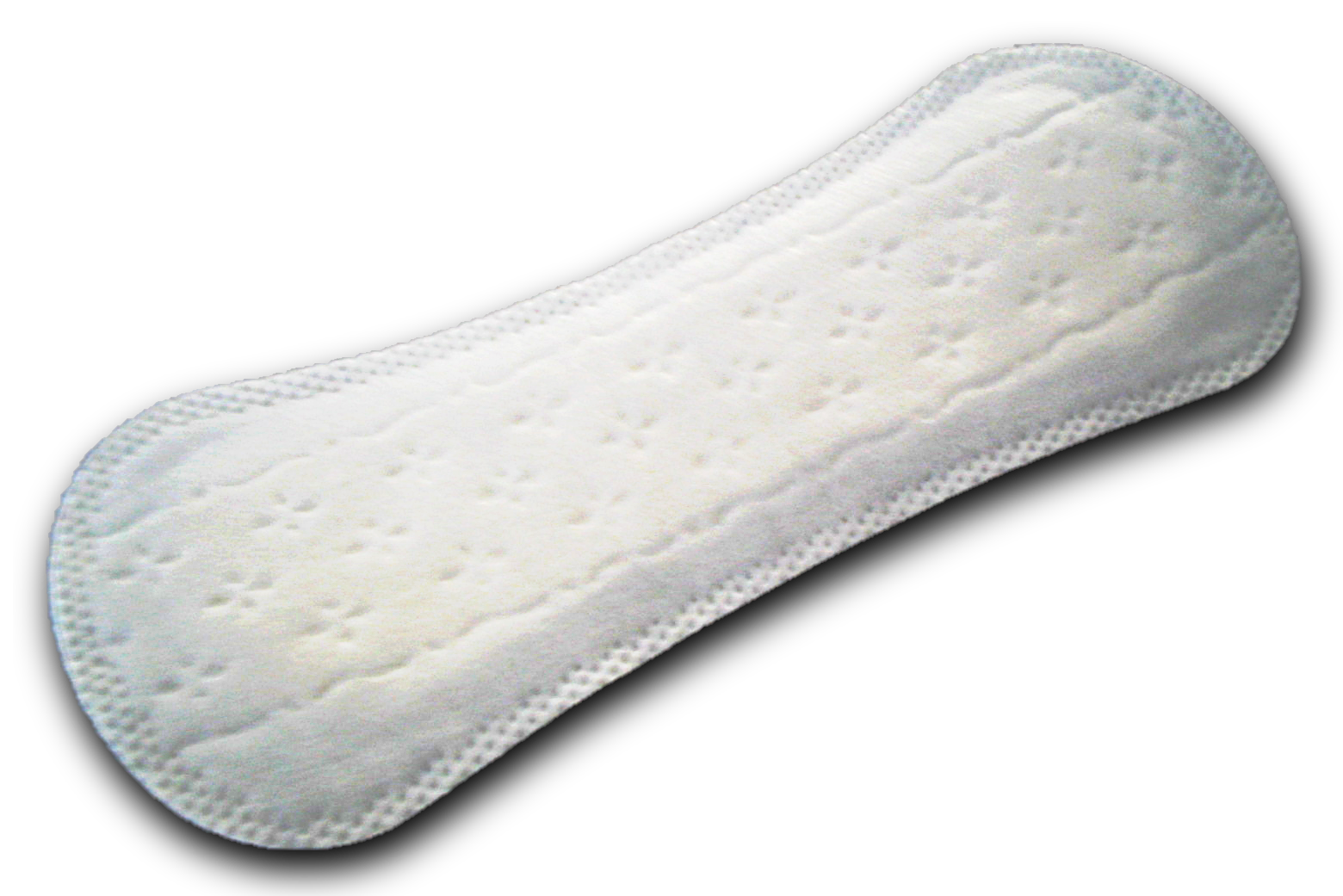
おりものシート

おりものシート（下り物シート 英語：pantyliner）とは、女性がパンティーのクロッチ部（股部）に着けて使用する、下り物（おりもの）専用の生理処理用品のこと。下り物による不快感やパンティーの汚れを防ぐために使用する。パンティーライナー（あるいは単にライナー）とも呼ぶ。

## 概要
月経時に使用するナプキンと比べて小さく薄くできており、蒸れや違和感が少ないように工夫されている。日本では1988年（昭和63年）4月に小林製薬が「サラサーティ」を発売したのが最初。
思春期の初潮発生時は初潮の数か月前より下り物が増大するため、必然的にナプキンを使い始めることよりおりものシートを使い始めることの方が早くなる。
使用時は汚れの程度にかかわらず、こまめに取り替えることが重要である。長時間使い続けることは、非特異性膣炎や外陰部のかぶれの原因になることがある。使用済みのおりものシートは、ナプキン同様に廃棄する。 
大きさが異なる製品や香りが付いた製品、色が付いた製品などが市販されている。Tバックショーツ用タイプもある。また、月経の終わりかけや尿漏れ対策として使用している女性も多いが、おりものシートの機能上、ナプキンや尿吸収パッドを使用するほうが望ましいとされる。
なお、使い捨て以外に、布製のものも販売されている。

## 主要メーカー
- 小林製薬（サラサーティ）
- ユニ・チャーム（ソフィ）
- 花王（ロリエ）